# Дрянная девчонка (фильм, 1990)
«Дрянная девчонка» — германский фильм 1990 года режиссёра Михаэля Ферхёвена. Лауреат многих кинофестивалей, в том числе обладатель приза «Серебряный медведь» Берлинского кинофестиваля и Премии BAFTA за лучший неанглоязычный фильм, выдвигался от Германии на премию «Оскар».

## Сюжет
- Основано на реальной истории Анны Росмус случайно вскрывшей тёмное прошлое милого и тихого баварского городка Пассау.

Старшеклассница Соня, примерная ученица из хорошей немецкой семьи, участвует в конкурсе школьных эссе, и тут из возможных тем ей достаётся «Мой город во времена Третьего Рейха». И вроде надо-то написать о том как жители городка тогда героически боролись с «коричневой чумой»…
Но, начиная изучать тему она случайно «сворачивает не туда» и узнаёт о тёмном прошлом своего идеального городка и проживающих в нём уважаемых людей — во время войны в окрестностях было восемь концлагерей, а его жители были тесно связаны с зарождением Третьего Рейха: почти все видные семьи города были членами нацистской партии задолго до того, как она пришла к власти. Но глубоко интересоваться темой ей не рекомендуют — местные власти препятствуют её усилиям в поиске документов, и работа останавливается на уровне школьного сочинения.
Проходит несколько лет — Соня поступает в университет, выходит замуж, рожает трёх дочерей, и местные власти успокаиваются, думая, что она оставила изучение темы причастности жителей городка к преступлениям нацистов. Однако, окончив университет эта примерная немецкая домохозяйка и многодетная мамочка ещё активнее берётся за дело — через суд добивается открытия архивов, но даже с решением суда ей удаётся получить доступ к документам лишь хитростью. Ей препятствуют, её обвиняют в непатриотизме, дело доходит до угроз убийством — растревоженные призраки фашизма оказываются отнюдь не призраками и переходят в наступление: над жизнями Сони и её семьи нависает реальная угроза. Несмотря на все попытки заставить её прекратить «ворошить старое», она с отчаянной одержимостью безудержно стремится разузнать что же произошло здесь во время войны, и даже её семейные проблемы уходят на второй план. Городские власти «меняют пластинку» и объявляют, что будут всячески помогать ей, предлагают её должность в мэрии, но Соня понимает, что это ловушка, хитрая попытка заставить её замолчать, и отвергает предложение.
- P.s.: через четыре года после выхода фильма прототип его героини Анна Росмус, так и не получив доступ к нужным ей архивам, была вынуждена из-за угроз эмигрировать в США.

## В ролях
- Лена Штольце — Соня
- Моника Баумгартнер — мать Сони
- Элизабет Бертрам — бабушка Сони
- Фред Штилькраут — дядя Сони
- Михаэль Гар — Пауль Розенгбергер
- Роберт Гиггенбах — Мартин
- Карин Талер — Нина
- Удо Томер — Шульц, архивист
- Рудольф Шюндлер — архивист
- Ханс Штадтмюллер — доктор Кёгель
- Гельмут Алимонта — судебный исполнитель
- Кристоф Вакернагель — Зёпфель
- Петра Берндт — Рамона
- Вилли Шультес — отец Брюммель
- Оттфрид Фишер — священник
- Ричард Шумер — бургомистр
- Крал Ренар — чиновник
- и другие

## Награды
Фильм номинировался на приз «Золотой медведь» Берлинского кинофестиваля, на американскую кинопремию «Золотой глобус», был выдвинут от Германии на премию «Оскар».
Был отмечен рядом призов:
- Премия «Серебряный медведь» за лучшую режиссуру на 40-м Берлинском международном кинофестивале.
- Победа в номинации «Лучшая женская роль» (Лена Штольце) Высшей национальной кинопремии Германии.
- Премия Сообщества кинокритиков Нью-Йорка в номинации «лучший иностранный фильм».
- Приз «Серебряный Хьюго» актрисе Лене Штольце на Международном кинофестивале в Чикаго.
- Приз «Ботинок Чаплина» актрисе Лене Штольце на Мюнхенском кинофестивале.
- Премия BAFTA за лучший неанглоязычный фильм.
- и другие